# Залютине (станція метро)
«Залютине» — проєктована станція Харківського метрополітену. Буде розташована на Холодногірсько-Заводській лінії метро за станцією «Холодна гора». Однак, в «Обласній програмі будівництва та розвитку Харківського метрополітену на 2007–2012 рр.», станція зазначена не була. За інформацією офіційного сайту Харківського метрополітену, відповідно до генерального плану розвитку міста Харкова, ділянка Холодногірско–Заводської лінії мережі метрополітену повинна подовжитися на 2,4 км від станції «Холодна гора» до станції «Залютине» однією станцією до 2026.

## Будівництво
Дата початку будівництва невідома. Станція позначена на перспективній схемі діючих і перспективних ліній Харківського метрополітену і присутня у Генеральному плані розвитку міста Харкова до 2031 року.